# Gernika Rugby Taldea
Pour les articles homonymes, voir GRT.
Maillots
Actualités
Le Gernika Rugby Taldea, également appelé Gernika RT ou GRT, est un club de rugby à XV espagnol situé à Guernica. Fondé en 1973, il est présidé par Iñaki Uribe et il évolue actuellement en División de Honor B, le deuxieme échelon national.

## Histoire
Le Gernika Rugby Taldea est fondé en 1973.

## Palmarès
- Vainqueur de la División de Honor B en  1984, 1990 et 2009
- Finaliste de la Copa del Rey en 1991